# Ирднинг
Ирднинг (нем. Irdning) — упразднённая торговая община (нем. Marktgemeinde) в Австрии, в федеральной земле Штирия. 
Входила в состав округа Лицен.  Население 2656 человек (на 31 декабря 2005 года). Площадь 21,95 км². Официальный код  —  6 12 18.
С января 2015г. входит в состав торговой общины Ирднинг-Доннерсбахваль округа Лицен.

## Политическая ситуация
Бургомистр коммуны — Франц Тиченбахер (АНП) по результатам выборов 2005 года.
Совет представителей коммуны (нем. Gemeinderat) состоит из 15 мест.
- АНП занимает 9 мест.
- СДПА занимает 3 места.
- независимые: 2 места.
- Зелёные занимают 1 место.

## Галерея
- Церковь Петра и Павла
- Фалькенбург, монастырь капуцинов
- Ирднинг перед горой Гримминг